# Corybas taiwanensis
Corybas taiwanensis är en orkidéart som beskrevs av Tsan Piao Lin och S.Y.Leu. Corybas taiwanensis ingår i släktet Corybas, och familjen orkidéer. Inga underarter finns listade i Catalogue of Life.